# لئون تیسرنک د بورت
لئون تیسرنک د بورت (فرانسوی: Léon Philippe Teisserenc de Bort‎) هواشناس فرانسوی و پیشگام در زمینه هواشناسی بود. او به همراه ریچارد آسمان (۱۸۴۵–۱۹۱۸)، به عنوان یکی از کاشفان استراتوسفر شناخته می‌شود، زیرا هر دو نفر کشف خود را در یک دوره زمانی مشابه در سال ۱۹۰۲ اعلام کردند. تیسرنک د بورت در استفاده از بالون‌های بدون سرنشین پیشگام بود و اولین کسی بود که منطقه‌ای را در اتمسفر حدود ۸ تا ۱۷ کیلومتر ارتفاع شناسایی کرد که در آن نرخ لغزش به صفر می‌رسد که امروزه به عنوان تروپوپاز شناخته می‌شود.